# Cerynt
Cerynt /(gr.) Κήρινθος - Kerinthos/ (ok. 100 AD) – gnostyk w rzymskiej prowincji Azji. W opinii Ojców Kościoła był jednym z najbardziej niebezpiecznych dla wiary herezjarchów. Prawdopodobnie teologia bóstwa Jezusa zawarta w Ewangelii Jana, współczesnej Ceryntowi, była skierowana przeciw jego błędom chrystologicznym.
W przeciwieństwie do pierwotnego, ortodoksyjnego chrześcijaństwa, uczniowie Cerynta zachowywali 613 przykazań prawa żydowskiego, posługiwali się Ewangelią Hebrajczyków. Niektóre elementy żydowskie w doktrynie Cerynta są świadectwem wpływu Ebionitów.
Kosmologia Cerynta zakładała stworzenie świata przez aniołów, zgodnie z typowo gnostycką tendencją do odsuwania Najwyższego Bytu od kontaktu z materią.
W interpretacji Cerynta, Jezus nie był Bogiem. Duch Boży wszedł w Jezusa z Nazaretu w trakcie chrztu w Jordanie, następnie prowadził go w jego misji. Polegała ona głównie na objawieniu nauki - podobnie do misji zstępującego Odkupiciela, spotykanego w systemach hellenistycznych i późniejszych, opisanych w dokumentach Corpus Hermeticum. Według Cerynta, Duch Boży pozostawił Jezusa w jego męce i śmierci na krzyżu. Jednak, odchodząc od klasycznej gnostyckiej wizji, wierzył on, że po śmierci ciało Jezusa zostało wskrzeszone. Świadczy to o niespójnościach w próbach połączenia ortodoksyjnej wiary chrześcijańskiej z wizją gnostycką. Cerynt nauczał też, że Jezus po swoim powtórnym przyjściu, ale przed powszechnym zmartwychwstaniem, ustanowi tysiącletnie królestwo pełne zmysłowych rozkoszy. Pogląd uznany za heretycki na Soborze nicejskim (325 r.). Cerynt używał swojej wersji Ewangelii Mateusza.